# Lócus (genética)

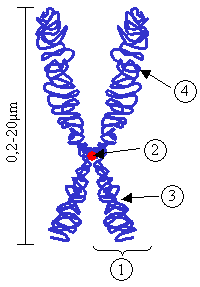
Cromossomo.
(1) Cromátide
(2) Centrômero
(3) Braço curto (p)
(4) Braço (q) longo

Exemplos de bandas.

Em genética, lócus (em latim: locus; lit. "lugar"; pl. loci) é uma posição fixa e específica em um cromossomo, onde está localizado determinado gene ou marcador genético. Cada cromossomo carrega muitos genes, com cada gene ocupando uma posição ou locus diferente.
Os genes podem possuir múltiplas variantes conhecidas como alelos, e também pode-se dizer que um alelo reside em um determinado locus. Células diploides e poliploides cujos cromossomos têm o mesmo alelo em um determinado locus são chamadas de homozigotas em relação a esse locus, enquanto aquelas que possuem alelos diferentes em um determinado locus são chamadas de heterozigotas. A lista organizada de loci conhecidos para um determinado genoma é chamada de mapa genético. O mapeamento genético é o processo de determinação do lócus ou loci específico para um determinado fenótipo.

## Nomenclatura
O braço mais curto de um cromossomo é denominado braço p, enquanto o braço mais longo é o braço q. O locus cromossômico de um gene típico, por exemplo, pode ser escrito 3p22.1, onde:
- 3 = cromossomo 3
- p = p-braço
- 22 = região 2, banda 2 (leia como "dois, dois", não "vinte e dois")
- 1 = sub-banda 1

Assim, todo o locus do exemplo acima seria lido como "três P dois dois ponto um". As bandas citogenéticas são áreas do cromossomo ricas em DNA transcrito ativamente (eucromatina) ou DNA empacotado (heterocromatina). Eles aparecem de forma diferente na coloração (por exemplo, a eucromatina parece branca e a heterocromatina parece preta na corante de Giemsa). Eles são contados a partir do centrômero em direção aos telômeros.
| Componente | Explicação |
| 6          | Número do cromossomo. |
| p          | Encontra-se no braço curto do cromossomo (p para petit em francês); q (q de queue = cauda em francês) indica o braço longo. |
| 21.3       | O número seguinte representa a posição no braço: terceira sub-banda (3), da primeira banda (1), da segunda região (2) do braço curto (p) do cromossomo 6 (6). As bandas são visíveis ao microscópio quando o cromossomo está devidamente corado. Cada banda é numerada sendo a número 1 a mais próxima do centrômero. Sub-bandas e sub-sub-bandas são visíveis a resoluções mais altas. |

Um intervalo de loci é especificado de maneira semelhante. Por exemplo, o locus do gene OCA1 pode ser escrito "11q1.4-q2.1", o que significa que está no braço longo do cromossomo 11, em algum lugar na faixa da sub-banda 4 da região 1 à sub-banda 1 de região 2. 
Os telômeros dos cromossomos são representados por "ptel" "qtel", assim, "2qtel" designa o lócus encontrado no telômero do braço longo do cromossomo 2.